# تقریباً عشق (ترانه)
«تقریباً عشق» (انگلیسی: Almost Love) ترانه‌ای از خواننده آمریکایی، سابرینا کارپنتر از سومین آلبوم استودیویی او به نام منحصربه‌فرد: پرده یکم (۲۰۱۶) و نخستین قطعهٔ این آلبوم است. این ترانه به سبک دنس پاپ است و توسط سابرینا کارپنتر، استف جونز، نیت کامپنی و میکل اریکسن نوشته شده و تهیه‌کنندگی آن بر عهدهٔ استارگیت بوده است. این ترانه در ۶ ژوئن ۲۰۱۸ توسط هالیوود رکوردز به عنوان تک‌آهنگ آغازین این آلبوم منتشر شد.
این ترانه با موزیک ویدئو همراه بود که توسط هانا لوکس دیویس کارگردانی شد و در ۱۲ ژوئیه ۲۰۱۸ در کانال ویووی کارپنتر منتشر شد. این موزیک ویدئو در مه ۲۰۱۸ در موزه تاریخ پاسادنا، کالیفرنیا فیلمبرداری شد و در آن نوآم سیگلر، به عنوان پارتنر عاشقانهٔ سابرینا کارپنتر نیز حضور دارد. کارپنتر برای تبلیغ «تقریباً عشق» چندین بار به‌طور زنده از جمله در برنامه‌های ونگو تانگو در ۲ ژوئن ۲۰۱۸ و برنامه آخر آخر شب با جیمز کوردن اجرا کرد.